# 宮古島
宮古島（日语：／ Miyako-jima，琉球語：／ ）位於日本琉球列島宮古群島，為宮古群島內最大島嶼，距離沖繩島約300公里。行政區劃屬於沖繩縣宮古島市。全島面積158.87平方公里，周長117.5公里，最高點海拔114.8公尺，人口51,137人（2017年8月初統計）。
宮古島的名稱Miyako，根據琉球語宮古方言把各自音節拆開，分別是「mi（自己）」、「ya（住）」、「ku（地方）」，所謂miyako就是「自己居住的地方」的意思。

## 地理

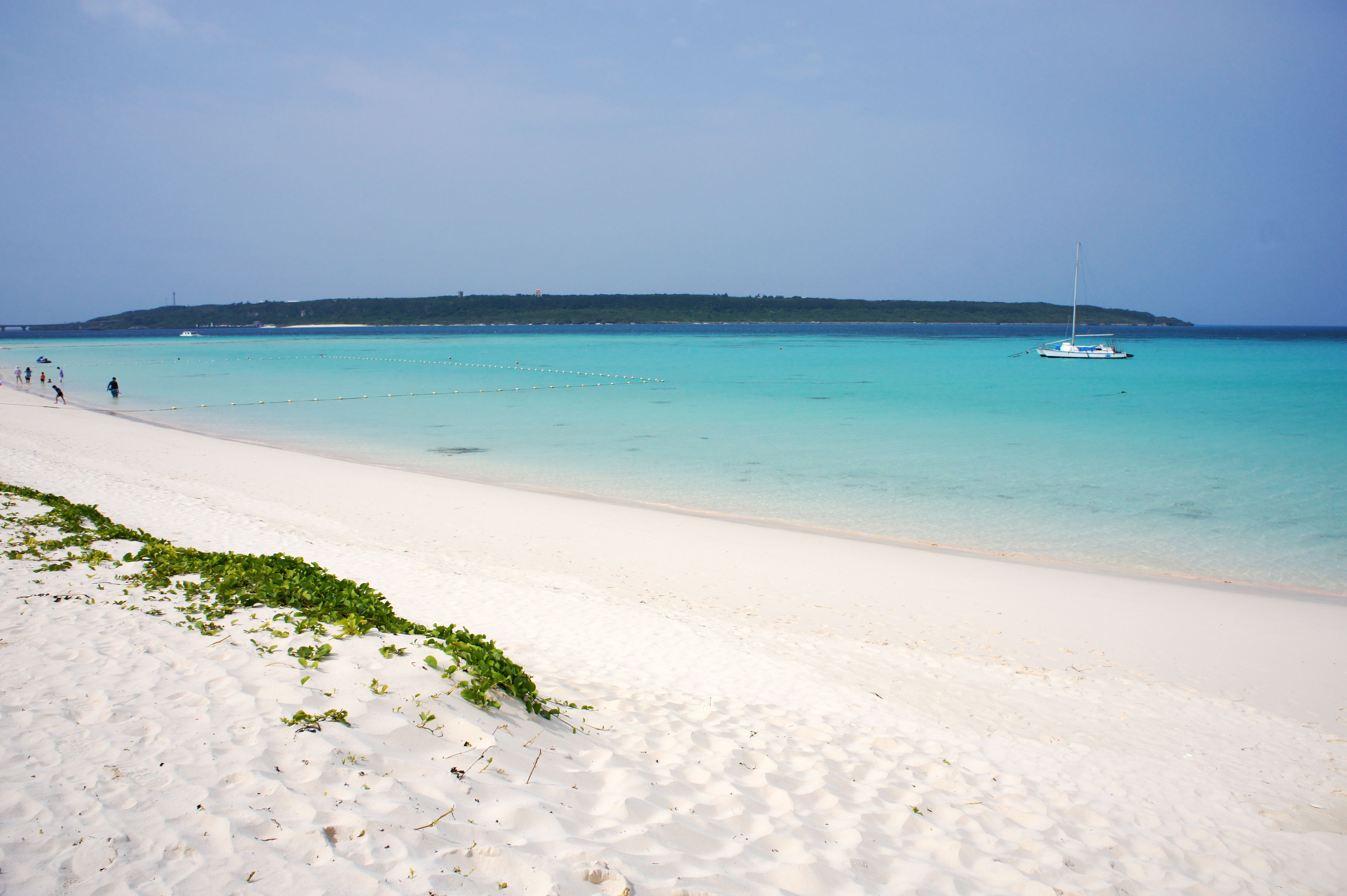
與那霸前濱沙灘遠眺來間島

宮古島東南端為「東平安名岬」，北西端「西平安名岬」。島的北方，有池間島，東北有大神島，西方有伊良部島、下地島、來間島；其中池間島及來間島分別有池間大橋與來間大橋相通，以伊良部大橋與伊良部島相通。
宮古島為珊瑚礁隆起後形成的石灰石島嶼，地勢平坦，沒有真正的河川，但因具有黏土層，具有豐富的地下水。

## 島內的市町村
- 宮古島市

## 交通

### 航空
- 宮古機場

### 船運
- 平良港

## 觀光

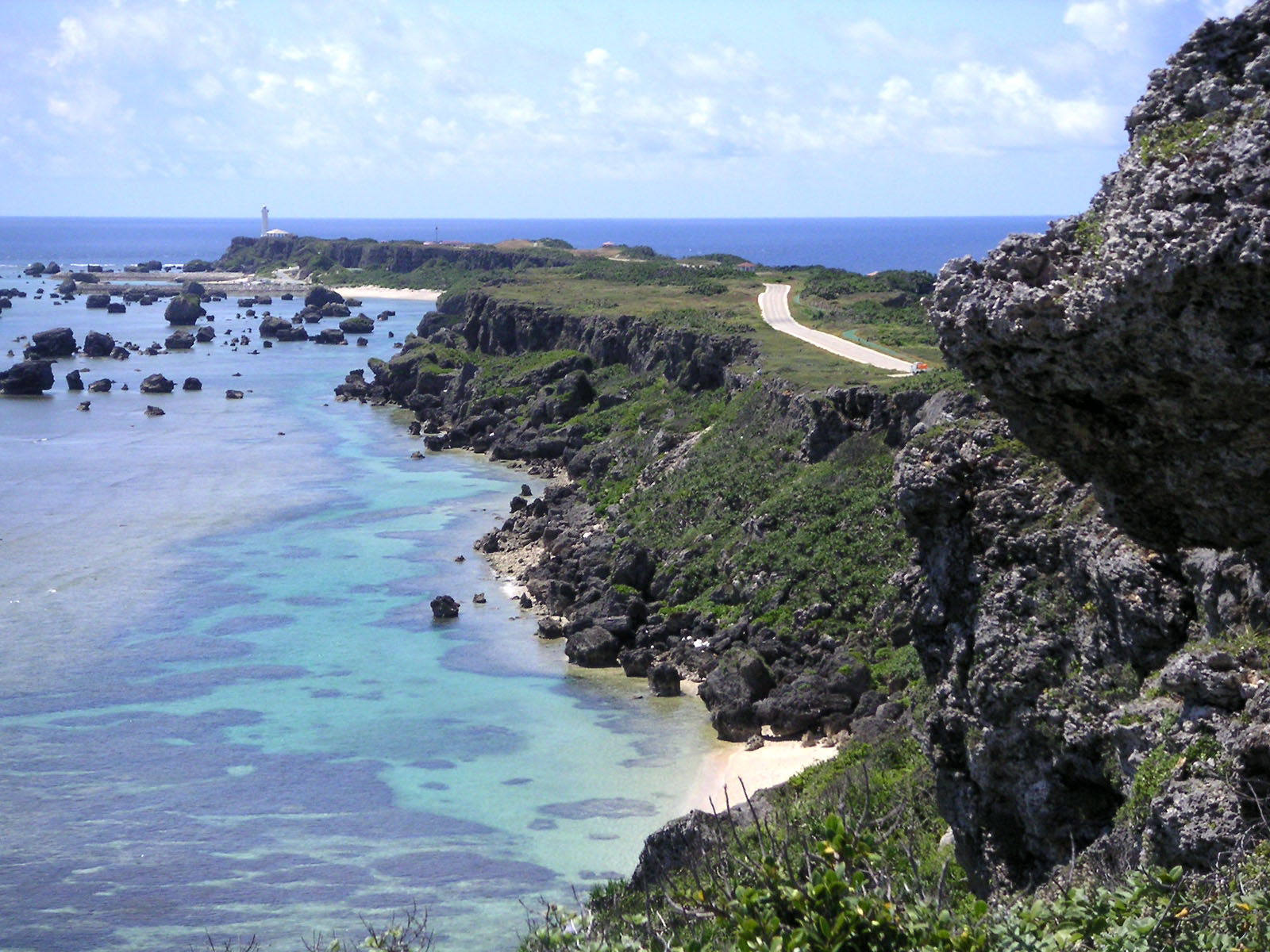
東平安名岬

- 景勝
  - 平安名埼燈塔
  - 東平安名岬
  - 西平安名崎
  - 池間大橋
  - 來間大橋
  - 牧山展望台
  - 龍宮城展望台
- 海岸
  - 砂山沙灘
  - 與那霸前濱
  - 吉野海岸
  - 新城海岸
  - 保良泉沙灘
  - 長間濱
  - 中之島
  - 渡口海濱
  - 佐和田海濱
- 史蹟
  - 仲宗根豐見親墓
  - 人頭稅石
  - 漲水御嶽
  - 久松五勇士表揚碑
- 博物館
  - 平良市綜合博物館
- 植物園
  - 平良市熱帶植物園
- 美術館
  - 惠子美術館
- 其他
  - 上野德國文化村（日语：うえのドイツ文化村）
  - 宮古島海寶館
  - 宮古傳統工藝研究中心

## 外部連結
- 沖繩離島.com 宮古島（页面存档备份，存于）
- 宮古島 on line
- 宮古島旅行情報＠Miyako（页面存档备份，存于）
- OpenStreetMap上有關宮古島的地理